# Movimiento por la oficialidad de la lengua asturiana

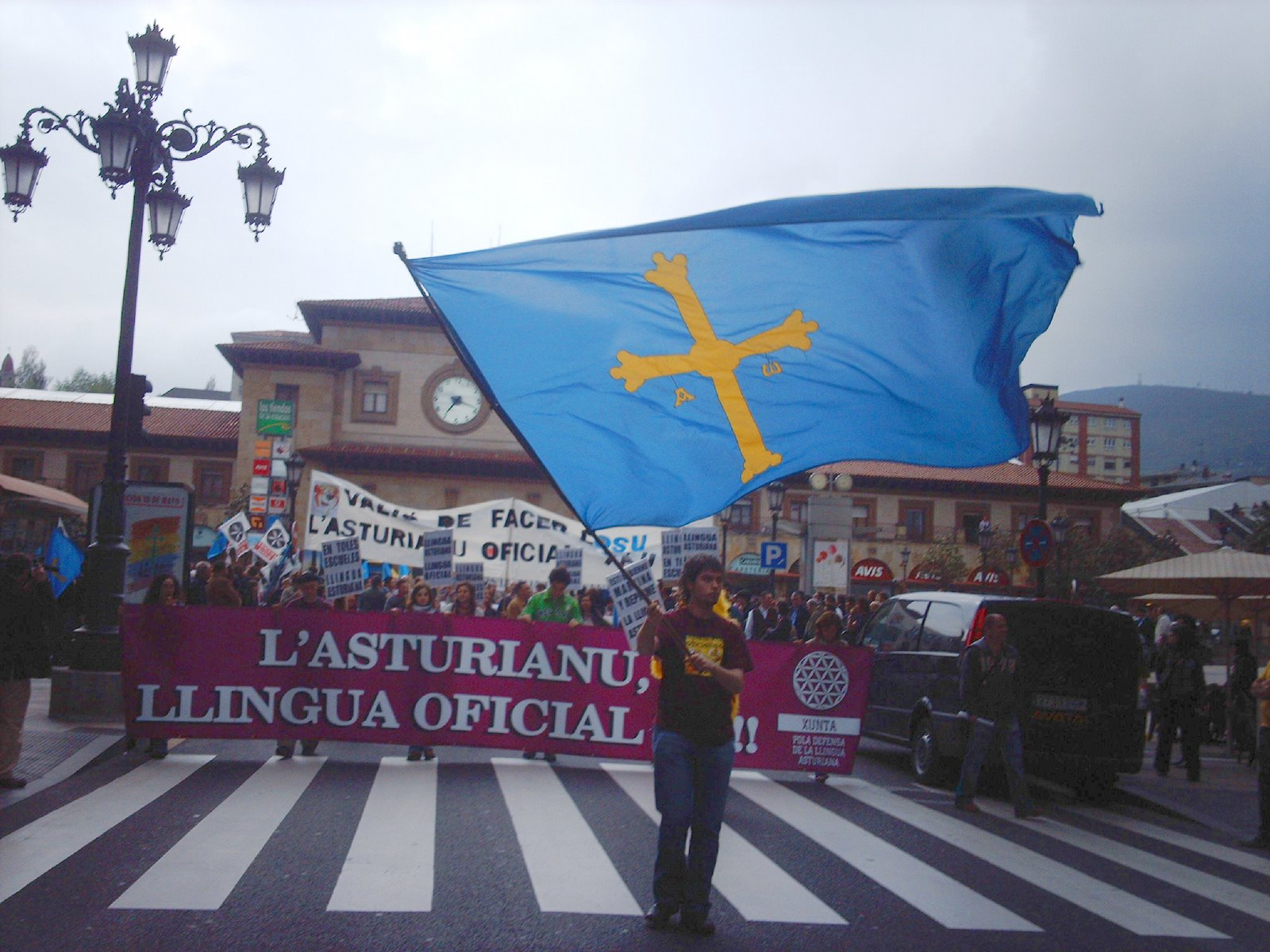
Día de les Lletres asturianes de 2007.

Se conoce como movimiento por la oficialidad de la lengua asturiana (movimientu pola oficialidá de la llingua asturiana en asturiano) o movimiento por la oficialidad (movimientu pola oficialidá) al movimiento social o tejido cívico que hay en Asturias en pro de la demanda de que el estatuto de autonomía recoja el carácter oficial del asturiano del mismo modo que sucede en otras comunidades autónomas con lengua propia.

## Ideología
El movimiento se sustenta en la idea de que el asturiano, como lengua propia de Asturias, merece un tratamiento equiparable al que reciben otras lenguas propias en otras comunidades autónomas de España y sostiene que es un patrimonio inmaterial que hace falta mantener, conservar y transmitir a las generaciones venideras, por lo que la oficialidad se hace de este modo un paso indispensable en su supervivencia como lengua. Otras visiones dentro del movimiento simultáneas o paralelas a esta, menos comprometidas con la cultura como patrimonio inmaterial y más centradas en los derechos civiles hacen hincapié en la falta de derechos que tiene el ciudadano que desee emplear el asturiano en la administración.

## Historia
Pese a que siempre hubo una cierta preocupación en ciertos sectores de Asturias acerca de la protección y el uso de la lengua asturiana, con grandes defensores como Jovellanos (quien a finales del siglo XVIII plantea la creación de una Academia Asturiana de Buenas Letras), es en los años 70 cuando surge el movimiento por la oficialidad en torno a la asociación cultural Conceyu Bable, que es el eje del movimiento reivindicativo cultural en aquella época. Así pues, 1976 es así la fecha de la primera manifestación por la lengua, bajo el lema "Bable nes escueles, Autonomía rexonal" ya que las reclamaciones eran en principio la consideración como lengua, la enseñanza en los colegios y su protección en general. De aquellos tiempos es la conocida campaña que se realizó bajo el lema de Bable nes escueles, consistente en la elaboración masiva de pintadas y grafitis por toda Asturias para exigir la inclusión del aprendizaje de asturiano en el sistema educativo.
Después de que el gallego, el catalán o el vasco consiguiesen el estatus de lengua oficial y la constitución española recogiese esa posibilidad, las demandas del movimiento se centraron en conseguir este reconocimiento que habían visto negado en el estatuto de autonomía de 1981.
En las décadas siguientes, el movimiento va poco a poco difundiendo su influencia y llegando a partidos que en un principio rechazaban la idea. Izquierda Unida (Izquierda Xunida en Asturias), aceptaría la oficialidad como propósito a conseguir en la década de los 90, y el PP empezaría a hablar de ella en las elecciones generales de 2008. En el plano social, el movimiento va consiguiendo muchas victorias, desde la inclusión de la categoría mejor canción en asturiano en los premios de la Academia de la música o la aprobación de una Ley de uso y promoción del asturiano en 1998 en la que la administración comienza a obligarse jurídicamente para con la lengua. Sin embargo, hubo algunas derrotas, como el rechazo por parte del Tribunal Constitucional de las declaraciones de oficialidad de varios concejos asturianos como Langreo o Bimenes, precisamente durante la primera reforma del estatuto de autonomía, o la sentencia del Tribunal Superior de Justicia del Principado de Asturias contra la ordenanza del uso del asturiano en el concejo de Noreña.

## Composición del movimiento
El hecho de que la demanda esté circunscrita a la defensa de la lengua y a los derechos de los hablantes, hace que su defensa esté abierta a colectivos, asociaciones y personas de toda clase, por lo que el movimiento por la oficialidad es variado y heterogéneo. Se compone de personas independientes o de cierta relevancia como músicos, escritores, catedráticos de universidad, periodistas o juristas (estos últimos dos colectivos tienen incluso dos asociaciones destinadas a la promoción de esta demanda). Existen asimismo asociaciones cívicas en pro de la lengua como la Xunta pola Defensa de la Llingua Asturiana e Iniciativa pol Asturianu. Además, muchos partidos políticos de ámbito asturiano como UNA, Andecha Astur o la Unión Asturianista recogen esta demanda y la hacen propia en su programa, igual que Izquierda Unida o algunos sectores minoritarios del PP. En el ámbito sindical los sindicatos CSI como generalista y SUATEA en la enseñanza son activos en la defensa de esta demanda. 
El movimiento se une periódicamente alrededor de iniciativas conjuntas como las manifestaciones que convocó durante años el Conceyu Abiertu pola Oficialidá, proyecto de coordinación impulsado en un principio por la Junta por la Defensa de la Lengua Asturiana que buscaba coordinar el movimiento con el objetivo de hacer manifestaciones, concentraciones, actos y eventos en torno a la demanda social de oficialidad. 
Entre los actos que impulsa o apoya el movimiento se cuentan manifestaciones, concentraciones, peticiones, encierros para exigir la oferta de la asignatura de asturiano en las escuelas, demandas judiciales, ruedas de prensa, acampadas, clases de asturiano en la calle, conciertos por la oficialidad, subasta de obras de arte por la oficialidad, pintadas, pegada de carteles... y muchos otros más que se han realizado en Asturias de forma periódica desde los años 70.

## Curiosidades

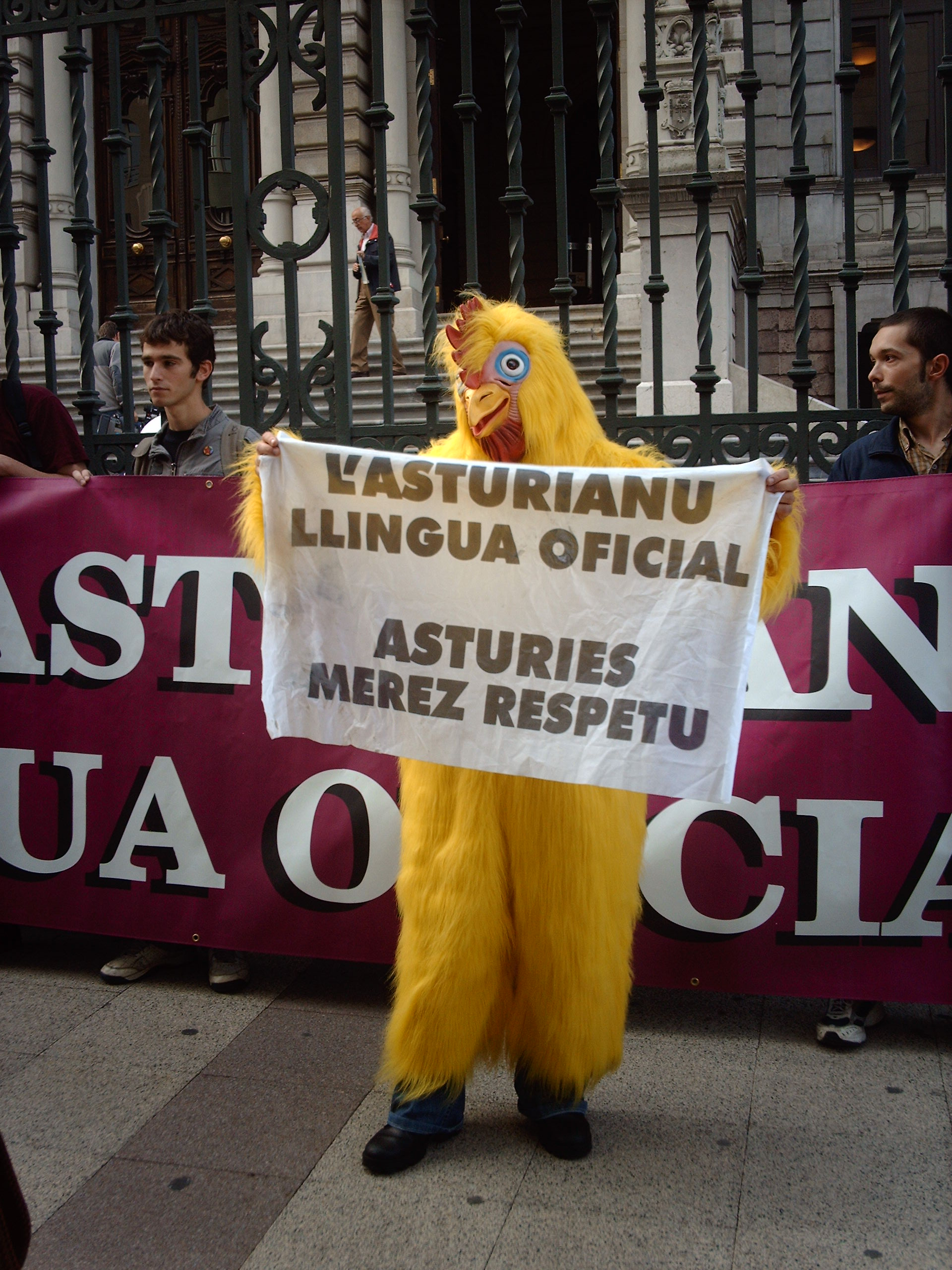
La Pita en un acto reivindicativo.

La Pita de la Xunta es quizás el personaje más famoso de este movimiento. Consiste en un hombre o mujer disfrazado de gallina (en asturiano pita) que persigue al Presidente de Asturias en muchos de sus actos o desplazamientos. Además del efecto visual que supone en los medios de comunicación una persona disfrazada de gallina, se escogió este animal por simbolizar la cobardía que supondría a juicio del movimiento la no-inclusión de la oficialidad en el Estatuto de Autonomía. La idea la impulsó la Xunta pola Defensa de la Llingua Asturiana y aún hoy se hace periódicamente.